# اليوم العالمي للديمقراطية
في عام 2007، قررت الجمعية العامة للأمم المتحدة الاحتفال بيوم 15 سبتمبر باعتباره اليوم العالمي للديمقراطية — بهدف تعزيز مبادئ الديمقراطية والتمسك بها — ودعت جميع الدول الأعضاء والمنظمات للاحتفال بهذا اليوم بطريقة مناسبة تساهم في رفع الوعي العام.

## خلفية
في سبتمبر 1997، تبنى الاتحاد البرلماني الدولي (IPU) الإعلان العالمي للديمقراطية. ويؤكد هذا الإعلان مبادئ الديمقراطية وعناصر الحكم الديمقراطي وممارسته والنطاق الدولي للديمقراطية.
بدأت المؤتمرات الدولية حول الديمقراطيات الجديدة والمستعادة (عملية المؤتمر الدولي للديمقراطيات الجديدة أو المستعادة) في عام 1988 بمبادرة من رئيس الفلبين كورازون أكينو بعد ما يسمى «ثورة سلطة الشعب» السلمية التي أطاحت بديكتاتورية فرديناند ماركوس التي استمرت 20 عامًا. . في البداية كان منتدى حكوميًا، تطورت عملية المؤتمر الدولي للديمقراطيات الجديدة أو المستعادة إلى هيكل ثلاثي بمشاركة الحكومات والبرلمانات والمجتمع المدني. المؤتمر السادس (ICNRD-6) الذي عقد في الدوحة، قطر، في عام 2006 عزز الطبيعة الثلاثية للعملية واختتم بإعلان وخطة عمل أعادت التأكيد على المبادئ والقيم الأساسية للديمقراطية.
ومتابعةً لنتائج المؤتمر الدولي السادس للديمقراطيات الجديدة أو المستعادة، قرر مجلس استشاري شكله رئيس العملية - قطر - الترويج ليوم دولي للديمقراطية. أخذت قطر زمام المبادرة في صياغة نص قرار الجمعية العامة للأمم المتحدة وعقدت مشاورات مع الدول الأعضاء في الأمم المتحدة. بناء على اقتراح من الاتحاد البرلماني الدولي، تم اختيار يوم 15 سبتمبر (تاريخ الإعلان العالمي للديمقراطية) ليكون اليوم الذي يحتفل فيه المجتمع الدولي كل عام باليوم الدولي للديمقراطية. القرار المعنون «دعم منظومة الأمم المتحدة للجهود التي تبذلها الحكومات لتعزيز وتوطيد الديمقراطيات الجديدة أو المستعادة» (، اعتمد بتوافق الآراء في 8 تشرين الثاني / نوفمبر 2007.

## اليوم العالمي للديمقراطية عام 2008
حث الاتحاد البرلماني الدولي البرلمانات على الاحتفال باليوم الدولي للديمقراطية من خلال شكل من أشكال النشاط الخاص، المقرر عقده في 15 سبتمبر أو في أقرب وقت ممكن حسب الظروف. سيكون اليوم فرصة للبرلمانات من أجل:
- التأكيد على أهمية الديمقراطية، وما تنطوي عليه، والتحديات التي تواجهها وكذلك الفرص التي تتيحها، والمسؤولية المركزية التي تتحملها جميع البرلمانات باعتبارها المؤسسة الرئيسية للديمقراطية.
- فحص ومناقشة مدى جودة أداء البرلمان لوظائفه الديمقراطية، ربما على أساس التقييم الذاتي، وتحديد الخطوات التي قد يتخذها لتعزيز فعاليته.

بمناسبة اليوم الدولي الأول للديمقراطية في 15 سبتمبر 2008 ، سيعقد الاتحاد البرلماني الدولي حدثًا خاصًا في مجلس النواب في جنيف. البرلمانات الوطنية مدعوة لتنظيم أنشطتها المتعلقة بالديمقراطية في ذلك اليوم لتسليط الضوء على دور البرلمان باعتباره حجر الزاوية للديمقراطية.

## اليوم العالمي للديمقراطية عام 2013
في عام 2013 ، روج الاتحاد البرلماني الدولي لليوم الدولي للديمقراطية من خلال البرلمانات الأعضاء فيه في 162 دولة حول العالم. ونتيجة لذلك، أعلن عدد من البرلمانات من جميع أنحاء العالم عن أحداثها التي ستُعقد في 15 سبتمبر أو بالقرب منه.
كان موضوع العام هو «تعزيز الأصوات من أجل الديمقراطية» وأطلق الاتحاد البرلماني الدولي مسابقة على الإنترنت لسماع وجمع القصص من أبطال الديمقراطية المحليين الذين تمكنوا من إسماع أصواتهم. كانت هذه القصص لإلهام الناس لاتخاذ إجراءات في مجتمعاتهم.

## اليوم العالمي للديمقراطية عام 2014
موضوع اليوم الدولي للديمقراطية في عام 2014 هو «إشراك الشباب في الديمقراطية». 
وقد حث الاتحاد البرلماني الدولي على اتخاذ إجراءات وتغييرات في العقلية إذا كان على الشباب المحبطين والمبعدين في جميع أنحاء العالم أن يشاركوا في صنع القرار السياسي.
وقال رئيس الاتحاد البرلماني الدولي عبد الواحد الراضي في بيانه الصحفي: «ربط الشباب دائمًا بالمستقبل هو كليشيه. لا يمتلك الشباب فقط القدرة على تحديد المستقبل، ولكن أيضًا اتخاذ القرار بشأن الحاضر. ومع ذلك، فهم غائبون إلى حد كبير عن سياسات صنع القرار الرسمية وهذا يجب أن يتغير».
يقول الاتحاد البرلماني الدولي إن مشاركة الشباب لها معنى خاص بالنسبة لها وأنه يجري العمل على برنامج لتعزيز مشاركة الشباب والشابات في العملية الديمقراطية، في متابعة للقرار الذي اعتمدته جمعية الاتحاد البرلماني الدولي في عام 2010. أعلن الاتحاد البرلماني الدولي أنه سينظم المؤتمر العالمي الأول للبرلمانيين الشباب يومي 10 و 11 أكتوبر / تشرين الأول 2014 ودُعيت جميع البرلمانات للحضور.

## اليوم العالمي للديمقراطية عام 2015
كان موضوع عام 2015 هو: الفضاء للمجتمع المدني.

## اليوم العالمي للديمقراطية عام 2016
موضوع عام 2016 هو الديمقراطية وأجندة 2030 للتنمية المستدامة.

## اليوم العالمي للديمقراطية عام 2018
موضوع الاحتفال هذا العام هو «الديمقراطية تحت الضغط: حلول لعالم متغير». يتزامن هذا اليوم مع الذكرى السبعين للإعلان العالمي لحقوق الإنسان، وهو أيضًا فرصة لتسليط الضوء على قيم الحرية واحترام حقوق الإنسان كعناصر أساسية للديمقراطية. 

## اليوم العالمي للديمقراطية عام 2019
كان موضوع يوم الديمقراطية لعام 2019 هو «المشاركة».
يمثل اليوم الدولي للديمقراطية لهذا العام فرصة للتذكير بأن الديمقراطية تتعلق بالناس. تُبنى الديمقراطية على الإدماج والمعاملة المتساوية والمشاركة - وهي لبنة أساسية من لبنات السلام والتنمية المستدامة وحقوق الإنسان.

## اليوم العالمي للديمقراطية عام 2020
موضوع اليوم الدولي للديمقراطية 2020 هو «كوفيد-19: تسليط الضوء على الديمقراطية».
تقوم كل دولة تقريبًا بتنفيذ تدابير لمكافحة هذا الوباء. من المهم أيضًا أن تتمسك الدول بسيادة القانون، وتحمي وتحترم المعايير الدولية والمبادئ الأساسية للشرعية، والحق في الوصول إلى العدالة وسبل الانتصاف والإجراءات القانونية الواجبة.